# Jamaikanische Fußballnationalmannschaft der Frauen
Die jamaikanische Fußballnationalmannschaft der Frauen repräsentiert Jamaika im internationalen Frauenfußball. Die Nationalmannschaft ist dem jamaikanischen Fußballverband unterstellt. Die jamaikanische Auswahl nahm bisher siebenmal an der Nordamerikameisterschaft teil – beste Platzierung ist der dritte Platz 2018 und 2022. Für eine Weltmeisterschaft konnte sich die Mannschaft erstmals 2018 qualifizieren, für die Olympischen Spiele bisher nicht. 
Bei der Weltmeisterschaft 2023 zog das Team zum ersten Mal in die K.-o.-Runde ein. Die Jamaikanerinnen blieben in der Gruppe F ungeschlagen und sicherten sich das Weiterkommen ohne einen einzigen Gegentreffer. Sie belegten hier den 2. Platz noch vor Brasilien. Im Achtelfinal unterlagen sie der Auswahl aus Kolumbien mit 0:1.

## Turnierbilanz

### Weltmeisterschaft
| - 1991: nicht qualifiziert - 1995: nicht qualifiziert - 1999: nicht qualifiziert - 2003: nicht qualifiziert | - 2007: nicht qualifiziert - 2011: nicht teilgenommen - 2015: nicht qualifiziert - 2019: Vorrunde | - 2023: Achtelfinale |

### Nordamerikameisterschaft
| - 1991: Vorrunde - 1993: nicht qualifiziert - 1994: Fünfter - 1998: nicht qualifiziert - 2000: nicht qualifiziert - 2002: Vorrunde | - 2006: Vierter - 2010: nicht teilgenommen - 2014: Vorrunde - 2018: Dritter - 2022: Dritter |

### Olympische Spiele
| - 1996: nicht qualifiziert - 2000: nicht qualifiziert - 2004: nicht qualifiziert - 2008: nicht qualifiziert | - 2012: keine Teilnahme - 2016: nicht qualifiziert - 2020: nicht qualifiziert - 2024: nicht qualifiziert |

## Kader
Siehe Fußball-Weltmeisterschaft der Frauen 2023/Jamaika